# Antocha (Orimargula) tasmanica
Antocha (Orimargula) tasmanica is een tweevleugelige uit de familie steltmuggen (Limoniidae). De soort komt voor in het Australaziatisch gebied.